# Mythlore
Mythlore (‚Mythenkunde‘) ist ein im Jahr 1969 von Glen Howard GoodKnight II. (1. Oktober 1941–3. November 2010) geschaffenes Magazin, das anfänglich als Fanzine gedacht war. Es wird von der Mythopoeic Society herausgegeben, deren Gründer ebenfalls GoodKnight war. Laut Angabe ist es “A scholarly, peer-reviewed journal devoted to the study of mythopoeic literature” (deutsch: „eine wissenschaftliche, von Experten begutachtete Zeitschrift, gewidmet dem Studium mythopoeischer Literatur“) und befasst sich insbesondere mit den Werken von C. S. Lewis, J. R. R. Tolkien und Charles Williams und ähnlich gelagerten mythologischen Themen.

## Geschichte
GoodKnight, der 1967 an der California State University, Los Angeles Geschichte studierte, hatte als Hommage an die Hobbits Bilbo und Frodo aus Tolkiens Der Herr der Ringe im Highland Park ein Picknick organisiert. Er war ein pensionierter Grundschullehrer und hatte als Jugendlicher in der Bibliothek von Los Angeles die Inklings für sich entdeckt. Nachdem in den Vereinigten Staaten in der Mitte der 1960er Jahre nicht autorisierte Version von Der Hobbit erschienen war, wuchs sein Interesse ebenso wie die öffentliche Faszination für Tolkiens Werke. Dies gab den Anstoß dazu, dass er die Mythopoeic Society gründete, die sich dem ernsthaften Studium der Werke Tolkiens und anderer Fantasy- und Mythologieliteratur widmet. englisch Mythopoeic ‚sich auf Mythen beziehend‘ Mythlore war die wissenschaftliche Zeitschrift der Gesellschaft, die 1969 als Fanmagazin begann. Er führte auch eine monatliche Nachrichtensendung namens „Mythprint“ ein. Über seine eigene Faszination für Tolkien sagte er:

“In high school, he found reading Tolkien ‘a total shock and revelation.’ […] Tolkien simply writes a very good story – the huge background and settings of his books really overtook me”

„In der High School empfand er die Lektüre von Tolkien als ‚totalen Schock und Offenbarung‘. […] Tolkien schreibt einfach eine sehr gute Geschichte – der gewaltige Hintergrund und die Schauplätze seiner Bücher haben mich wirklich überwältigt“

Ursprünglich richtete sich der Inhalt des Magazins an die Fans der Werke der Schriftsteller der Inklings aus den Genres Mythos und Fantasy. Es wurden entsprechende Artikel zu Schriften aber auch zu Kunstwerken, Gedichten, kreativen Arbeiten der Buchrezensionen veröffentlicht. Dabei fungierte GoodKinght für die meisten der 84 Ausgaben, die bis zum Sommer 1998 erschienen, als Herausgeber. Die erste Ausgabe war am 3. Januar 1969 (zugleich der 77. Geburtstag Tolkiens) fertiggestellt und enthielt auf 48 Seiten zunächst ein Editorial: Fantasy and Personal Involvement von Glen GoodKnight, einen Leitartikel und eine Erklärung der Gesellschaft, einen Bericht über das Treffen der Tolkien Society auf der BayCon, einen Bericht über die Geburtstagsfeier von Bilbo und Frodo, einen Artikel über die „Theorie der Mythologie“ von C. S. Lewis, sowie einen Artikel darüber, ob man den Herrn der Ringe verfilmen sollte, einen Artikel über die sozialen und literarischen Beziehungen zwischen Tolkien, Lewis und Williams, eine Einführung in Welt der Fantasie, ein paar Seiten mit Fotos über die Gesellschaft und einen Bericht über den Besuch Clyde Samuel Kilbys in Südkalifornien. Der Preis für ein Heft lag bei 50 Cent die Ausgabe erfolgte vierteljährlich. Das Editorial wurde im Winter 1989 nochmals abgedruckt.

“The Mythopoeic Society is a national/international organization promoting the study, discussion, and enjoyment of fantastic and mythopoeic literature through books and periodicals, annual conferences, discussion groups, awards, and more. We are especially interested in the works of J.R.R. Tolkien, C.S. Lewis, and Charles Williams, prominent members of the informal Oxford literary circle known as the ‘Inklings’ (1930s–1950s).”

„Die Mythopoeic Society ist eine nationale/internationale Organisation, die das Studium, die Diskussion und den Genuss fantastischer und mythopoeischer Literatur durch Bücher und Zeitschriften, jährliche Konferenzen, Diskussionsgruppen, Auszeichnungen und mehr fördert. Unser besonderes Interesse gilt den Werken von J.R.R. Tolkien, C. S. Lewis und Charles Williams, prominente Mitglieder des informellen Oxforder Literaturkreises, bekannt als ‚Inklings‘ (1930er–1950er Jahre).“

Das im Jahr 1965 von Richard Plotz, dem Gründer der New Yorker Tolkien Society, ins Leben gerufene Tolkien Journal (1965–1972, ISSN 0040-909X) wurde von der Mythopoeic Society übernommen und in die Mythlore integriert.
Im Jahr 1999 übernahm Theodore Sherman mit der 85 Ausgabe die Herausgeberschaft. Das bisherige Format von 8½″ × 11″ wurde auf 6½″ × 9″ geändert. Seit 2002 sind die Texte von Mythlore in mehreren elektronischen Datenbanken, wie Ebsco, Gale oder ProQuest verfügbar. Die Artikel wurden mit der Zeit immer wissenschaftlicher und verwandelte sich in eine referierte wissenschaftliche Zeitschrift.  2006 kam er erneut zum Wechsel und Janet Brennan Croft übernahm die Herausgabe. Die Zeitschrift, die bisher vierteljährlich veröffentlicht worden war, erschien bis zum Frühjahr 2013 nun in zwei Doppelausgaben pro Jahr. Im Herbst 2013 wurde die doppelte Nummerierung der Ausgaben abgeschafft und elektronische Abonnements wurden für Einzelpersonen verfügbar.

## Ausgaben
- Mythlore. A journal of J.R.R. Tolkien, C.S. Lewis, Charles Williams, and Mythopoeic literature. The Mythopoeic Society, Altadena 1969.
- Mythlore. A Journal of J.R.R. Tolkien, C.S. Lewis, and Charles Williams Studies. The Mythopoeic Society, Altadena (zeitweise ab Ausgabe 12 mit abweichendem Untertitel).